# Synagoge (Hörde)

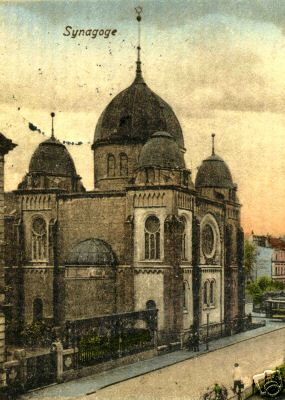
Synagoge in Hörde

Die Synagoge in Hörde, einem Stadtteil von Dortmund in Nordrhein-Westfalen, wurde 1898/99 errichtet. Sie stand an der Victoriastraße, der heutigen Semerteichstraße, auf der südlichen Seite des Rathausplatzes (heute Friedrich-Ebert-Platz), bis sie von den Nationalsozialisten 1938 zerstört wurde.

## Vorläufer
Erstmals wurde 1777 ein Betraum in einem Privathaus in Hörde erwähnt. Um 1780/1790 lebten neun jüdische Familien im Ort. Im Jahre 1818 erwarb die jüdische Gemeinschaft ein Haus an der Ecke Lange Straße (heute Alfred-Trappen-Str.)/Goldstraße, das fortan als Synagoge genutzt wurde. Im 19. Jahrhundert erfolgte eine jüdische Zuwanderung vor allem aus Russland. Zum Synagogenbezirk Hörde gehörten bis etwa 1910 auch die jüdischen Familien aus Aplerbeck, Barop, Brackel, Berghofen, Kirchhörde und Sölde.

## Neubau

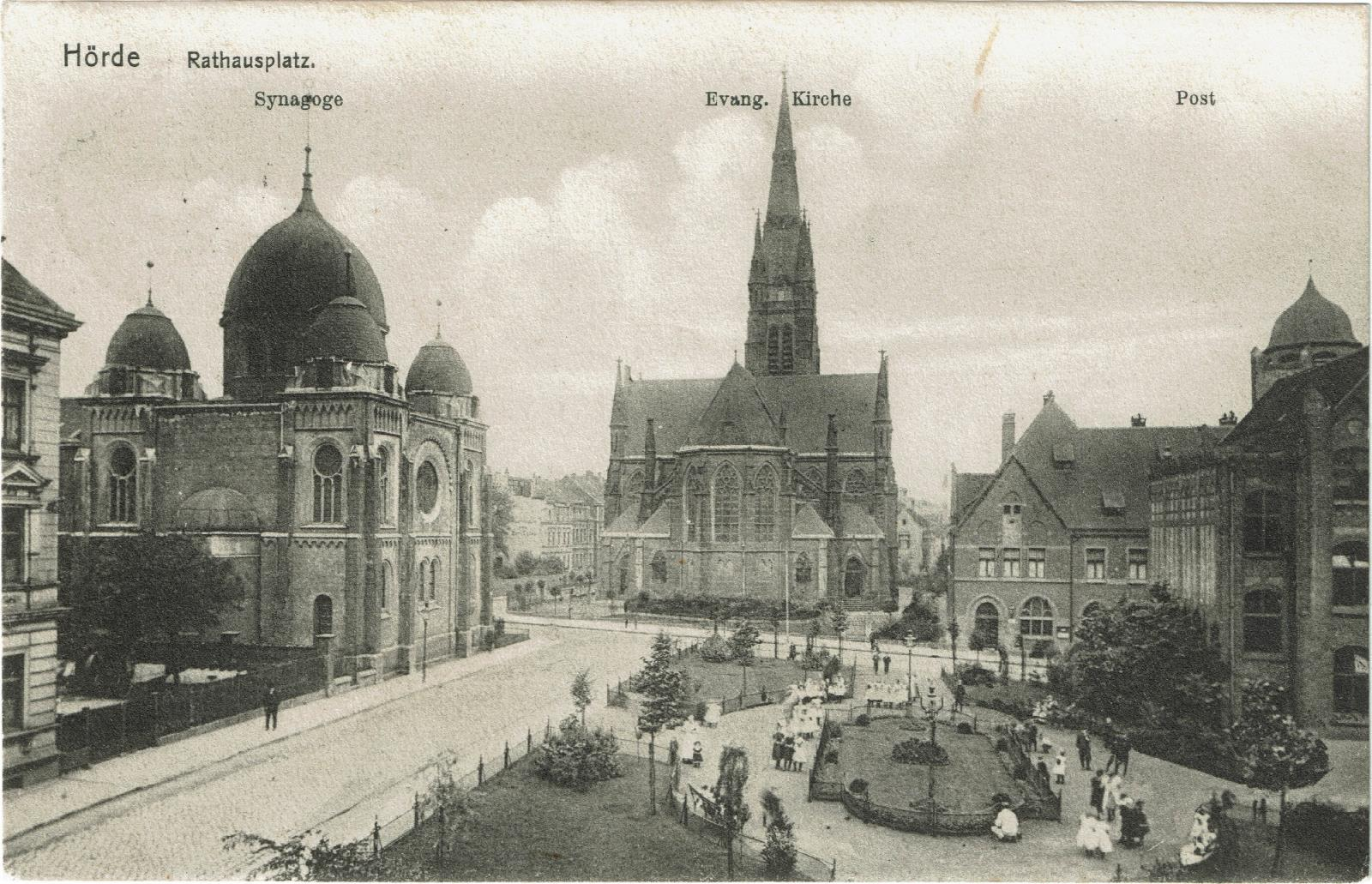
Die Hörder Synagoge am Rathausplatz

In den Jahren 1898/99 ließ die Gemeinde wegen Platzmangel die neue Synagoge am Rathausplatz (heute Friedrich-Ebert-Platz) in unmittelbarer Nähe des Rathauses und der evangelischen Lutherkirche erbauen. Im Januar 1900 weihte der Kölner Rabbiner Abraham Frank die Synagoge ein; 1929 wurde sie aufwendig renoviert und der Innenraum nach Entwürfen Wilhelm Jökers, Professor der Dortmunder Kunstgewerbeschule, neu gestaltet.
Beim Novemberpogrom 1938 steckten SA-Männer das Gebäude in Brand. Die Ruine wurde wenige Monate später abgetragen.

## Gedenken
Neben einer Gedenktafel, die 1982 an der heutigen Wohnsiedlung angebracht wurde, steht heute am Standort der Synagoge, auf dem heutigen Friedrich-Ebert-Platz, eine Stele aus Stahl mit folgender Inschrift:  
„Über Jahrhunderte haben Juden mit uns zusammen gelebt. Nahe diesem Ort stand ihre Synagoge. Von 1933–1945 wurden sie auch bei uns, allein weil sie Juden waren, entwürdigt, vertrieben, verschleppt und ermordet. Dies dürfen wir niemals mehr zulassen!“  
Außerdem besitzt die Passage, die in den Innenhof der Wohnsiedlung führt, in Gedenken an die Synagoge, den Namen "Synagogengasse".    

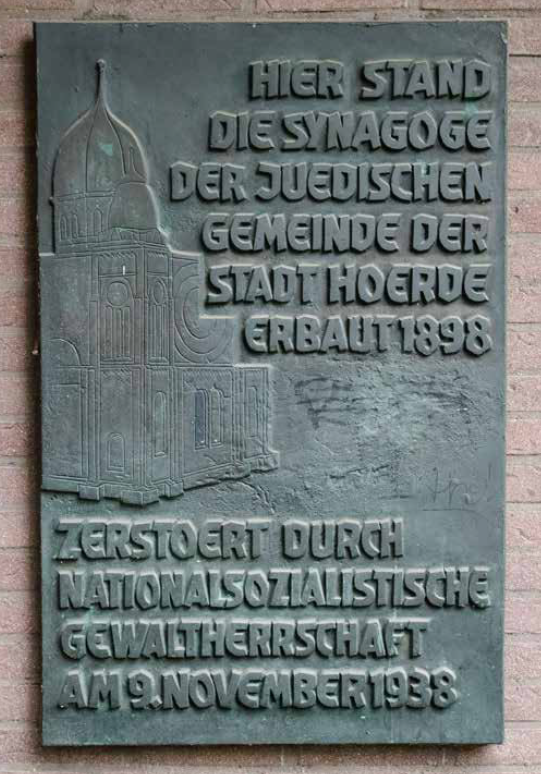
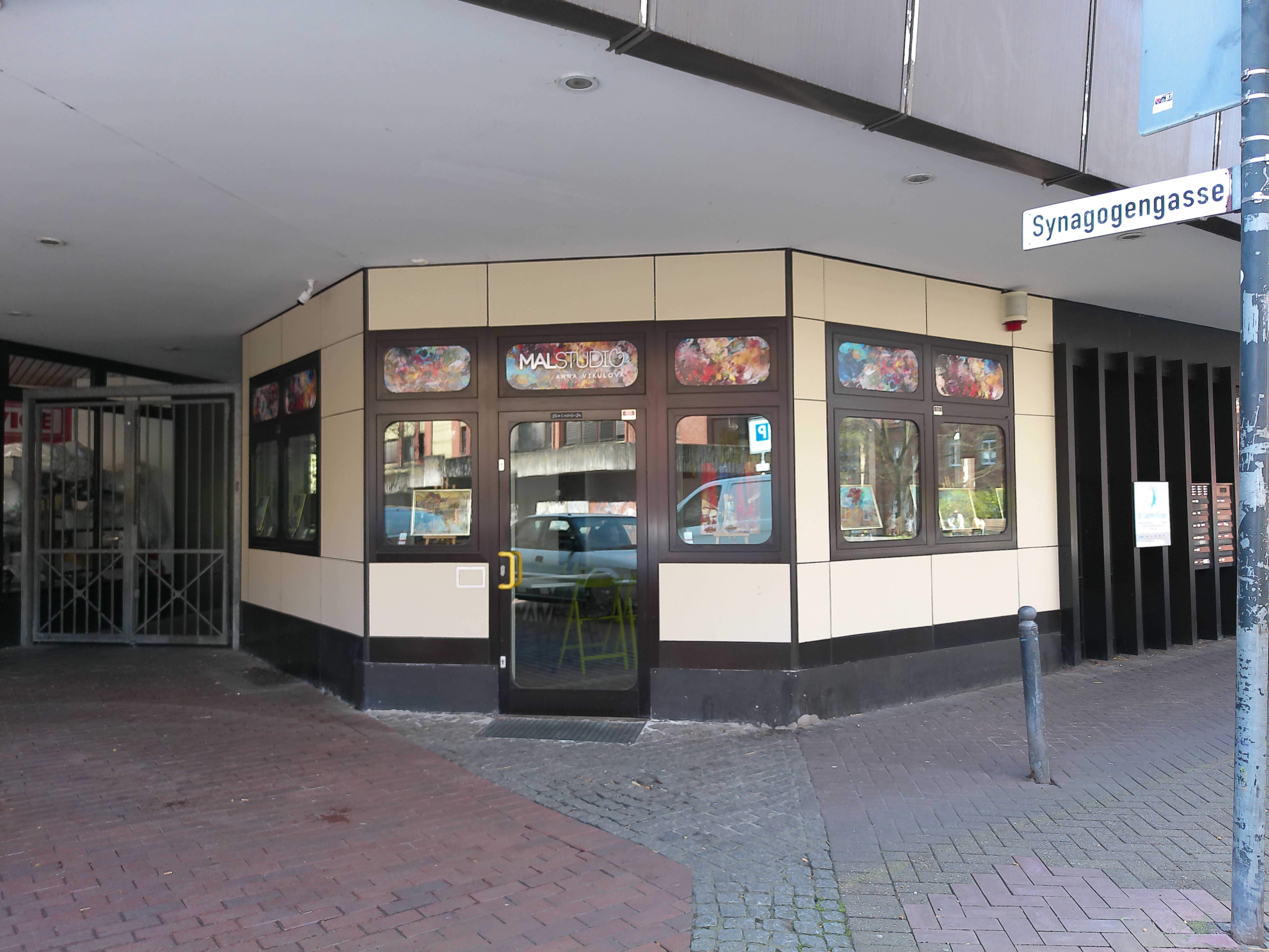
Synagogengasse am Friedrich-Ebert-Platz
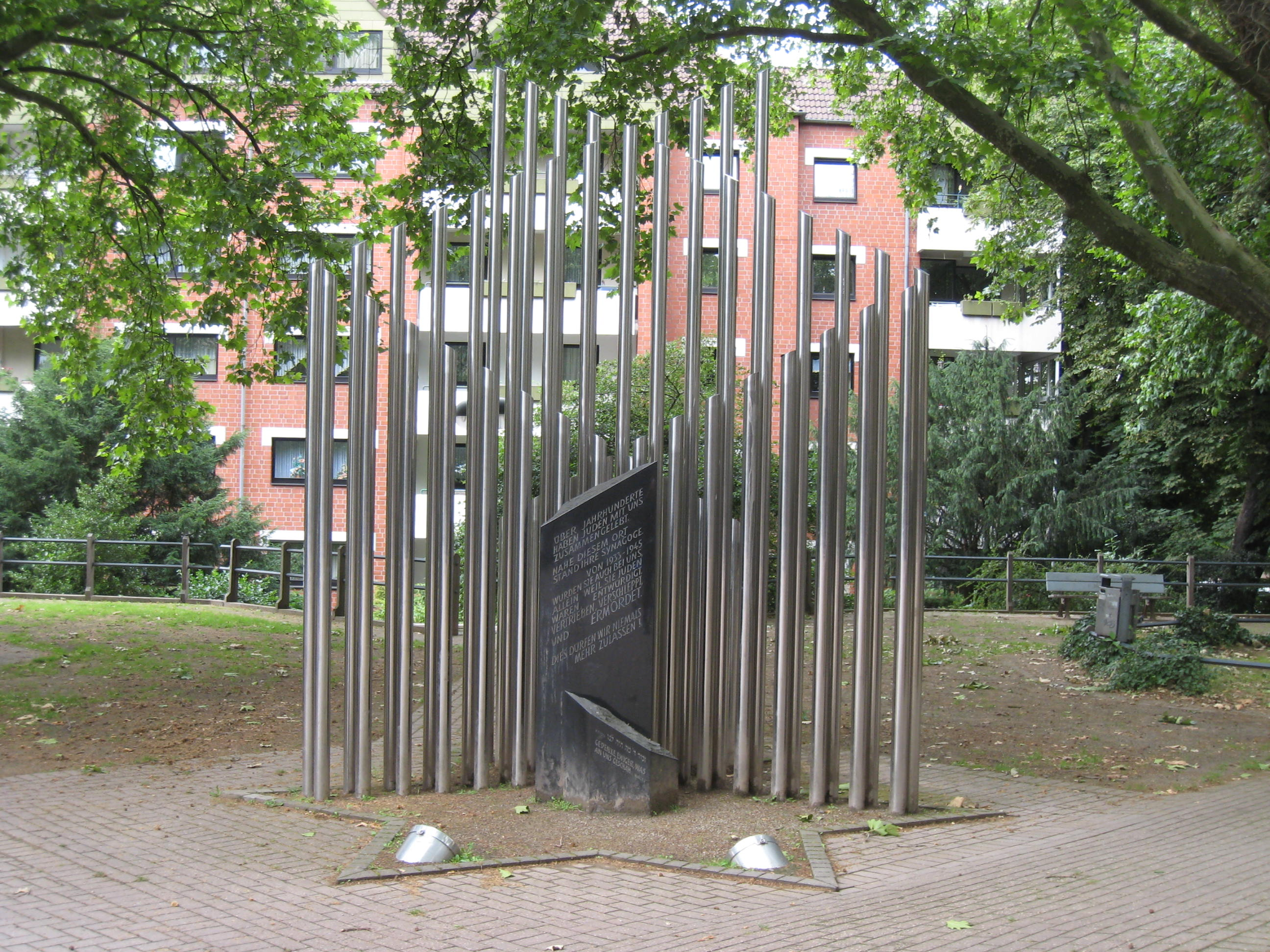
Mahnmal am Standort der Synagoge